# Sun Public License
De Sun Public License (SPL) is een licentie voor bepaalde opensourcesoftware van Sun Microsystems, zoals NetBeans voor versie 5.5. De licentie wordt erkend door de Free Software Foundation als licentie voor vrije software en door het Open Source Initiative als licentie voor opensourcesoftware. Het is afgeleid van de Mozilla Public License.
Sun gebruikt tegenwoordig de Common Development and Distribution License; deze licentie is ook afgeleid van de Mozilla Public License.